# Andinia vestigipetala
Andinia vestigipetala es una  especie de orquídea  originaria de  Sudamérica.

## Descripción
Es una orquídea de tamaño pequeño con hábitos de epífita y con ramicaules ascendentes envueltos por 1-2 vainas tubulares y llevando una sola hoja, apical , erecta, coriácea, estrechamente elíptica, aguda, estrechándose gradualmente abajo en la  base subpeciolada. Florece en la primavera y el otoño en una inflorescencia filiforme, laxa, flexuousa, racemosa, de 1 a 5 cm  de largo, con sucesivamente pocas flores que surge de un nodo en la ramicaule.

## Distribución y hábitat
Se encuentra en Ecuador en los árboles a lo largo de los arroyos en las elevaciones de 2.400 a 3.000 metros; también se encuentra en Bolivia, Colombia y Perú.  

## Taxonomía
Andinia vestigipetala fue descrita por  (Luer) Pridgeon & M.W.Chase y publicado en Lindleyana 16(4): 252. 2001.
Sinonimia
- Lueranthos vestigipetalus (Luer) Szlach. & Marg.
- Pleurothallis vestigipetala Luer[3][4]